# Karl Ferdinand von Gräfe
Karl Ferdinand von Graefe (né le 8 mars 1787 à Varsovie – mort le 4 juillet 1840), est un médecin allemand. Il est le père de l'ophtalmologue Albrecht von Graefe (1828–1870) et le grand-père de l'homme politique Albrecht von Graefe (1868-1933)[réf. souhaitée].
Reconnu comme un pionnier, notamment, en chirurgie esthétique, il a édité, avec Philipp Franz von Walther, la revue Journal für Chirurgie und Augenheilkunde.

## Biographie
Graefe étudie la médecine à l'université Martin-Luther de Halle-Wittenberg et à l'université de Leipzig. Il obtient sa licence à Leipzig et est nommé médecin privé du duc Alexis-Frédéric-Christian d'Anhalt-Bernbourg en 1807. 
En 1811, il devient professeur de chirurgie et directeur de l'institut d'ophtalmologie de l'université Humboldt de Berlin. Ses cours attirent des étudiants de toute l'Europe. Au cours de la Sixième Coalition contre Napoléon, il est surintendant des hôpitaux militaires.
Lors de la signature de la paix en 1815, Graefe retourne à ses activités. Il est nommé médecin du grand État-Major général de l'Armée prussienne, puis directeur du Friedrich Wilhelm Institute et de l'Académie médico-chirurgicale de l'hôpital universitaire de la Charité de Berlin.

## Œuvres
Voici une liste de ses principales œuvres :
- (de) Normen für die Ablösung größerer Gliedmaßen (Berlin, 1812).
- (de) Rhinoplastik (1818).
- (de) Neue Beiträge zur Kunst, Teile des Angesichts organisch zu ersetzen (1821).
- (de) Die epidemisch-kontagiose Augenblennorrhoe Ägyptens in den europäischen Befreiungsheeren (1824).
- (de) Jahresberichte ber das klinisch-chirurgisch-augenarztliche Institut der Universität zu Berlin (1817-1834).

### Autres
- (en) Sander L. Gilman, Making the Body Beautiful : A Cultural History of Aesthetic Surgery, Princeton University Press, 1999, 396 p. (ISBN 0-691-07053-9, lire en ligne), 80
- (en) « 100 Years of Nasal Surgery », sur www.jacques-joseph.de (consulté le 24 avril 2016)
- (en) « Carl Ferdinand Von Graefe Institute for the History of Plastic Surgery » [archive du 2 janvier 2014], sur www.histplastsurg.com (consulté le 24 avril 2016)